# Adam Zreľák
Adam Zreľák, né le 5 mai 1994, est un footballeur slovaque évoluant au poste d'attaquant au Warta Poznań.

## Biographie
Formé au MFK Ružomberok, Adam Zreľák signe son premier contrat professionnel en 2013. Son club évolue alors en Fortuna Liga, la D1 slovaque. Le jeune attaquant dispute son premier match le 3 mars 2013 face au FK Senica (match remporté 3  buts à 0).
Il ne tarde pas à s'imposer au sein de son club, et se trouve être titulaire dès sa première saison. Jouant alors au poste d'ailier, ses bonnes performances lui permettent d'intégrer la sélection espoirs.
Fin 2013, le sélectionneur Ján Kozák convoque Zreľák pour la première fois en équipe nationale. Il porte les couleurs de son pays pour la première fois le 19 novembre 2013, en remplaçant son compatriote David Depetris lors d'un match amical face à Gibraltar.
Fin 2014, il effectue un stage au CSKA Moscou, qui se soldera par un échec.
En janvier 2015, il est transféré au Slovan Bratislava, où il est alors repositionné au poste d'avant-centre.
Lors du mercato estival de 2015, il est convoité par plusieurs clubs anglais, dont West Bromwich Albion et Leicester City. Aucune transaction n'est cependant effectuée, et le jeune joueur reste au Slovan Bratislava. Avec cette équipe, il joue 5 matchs en Ligue Europa, inscrivant 2 buts, lors de la saison 2015-2016.